# Eremopterix verticalis
Eremopterix verticalis е вид птица от семейство Чучулигови (Alaudidae).

## Разпространение
Видът е разпространен в Ангола, Ботсвана, Замбия, Зимбабве, Намибия и Южна Африка.